# طيران تارا أير الرحلة 193
 رحلة طيران تارا أير 193 هي رحلة لطائرة صغيرة تحطمت يوم الأربعاء 24 فبراير 2016 في نيبال بسبب سوء الأحوال الجوية مما أسفر عن مقتل جميع من كانوا على متنها وعددهم 23 شخصا في ثاني كارثة جوية تشهدها البلاد في عامين... تم العثور على حطام الطائرة بالقرب من قرية دانا، حي مياغدي، مع كل شيء على متنها مصرعهم.

## الركاب
| الدولة    | الركاب | الطاقم | المجموع |
| --------- | ------ | ------ | ------- |
| نيبال     | 18     | 3      | 21      |
| هونغ كونغ | 1      | 0      | 1       |
| الكويت    | 1      | 0      | 1       |
| المجموع   | 20     | 3      | 23      |